# Engelbert III. (Görz)

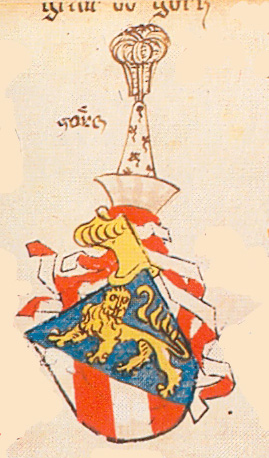
Wappen der Albertiner Linie, Grafen von Görz, im Ingeram-Codex, 1459

Graf Engelbert III. von Görz (* um 1164 – 1172; † 5. September 1220) war ein Graf aus dem Geschlecht der Meinhardiner. Er regierte ca. zwischen den Jahren 1189 und 1220 die Grafschaft Görz.

## Biografie
Engelberts Eltern waren Graf Engelbert II. von Görz und Adelheid von (Dachau-)Valley, Tochter von Graf Otto I. von Dachau-Valley. Die Grafen von Valley waren eine Seitenlinie der Grafen von Scheyern-Wittelsbach. Engelbert III. von Görz und sein Bruder Meinhard II. werden erstmals in einer Schenkung für das Kloster Neustift (bei Brixen) im Jahre 1177 (vor Mai) zusammen als Kinder ohne Namen erwähnt. Am 5. September 1186 erscheint er erstmals selbständig in einer Urkunde seines Vaters. Engelbert III. war mit Mathilde von Andechs verheiratet, die im Nekrolog des Andechser Hausklosters Dießen zum 17. Januar als Gräfin von Görz eingetragen ist. Die Verbindung wird auch durch eine Schenkungsurkunde (1239/1240) ihres Halbbruders Bischof Poppo von Bamberg (Graf von Andechs) belegt, der Engelberts Sohn Meinhard (III.) seinen Neffen nennt. Mathilde war eine Tochter von Markgraf Berthold III. von Istrien (Graf von Andechs).
Das Ehepaar hatte zwei Kinder, Graf Meinhard III. von Görz und eine Tochter, die ohne Namen lediglich in einer Schenkungsurkunde des Bischofs Walther von Gurk im Jahr 1206 erwähnt ist. Ein sicherer Nachweis für das Todesjahr von Mathilde von Andechs fehlt. Nicht eindeutig belegbar ist auch eine evtl. zweite Ehe von Engelbert III. mit der Tochter Mathilde des Grafen Meinhard von Schwarzenburg (Istrien), auf die in der Literatur öfters wegen des Übergangs der Vogtei von Porec/Istrien an die Görzer rückgeschlossen wurde. Graf Engelbert III. war Vogt des Klosters Millstatt und der Kirche von Aquileia. Er erweiterte mit dem Erwerb der Vogtei der Kirche von Parenzo / Porec (ab 1191/1194) und dem Verwaltungssitz auf der Burg Pisino/Pazin/Mitterburg den Machtbereich der Görzer nach Istrien. Mit dem Patriarchen von Aquileia hatte er öfters Auseinandersetzungen wegen Eigenmächtigkeiten und Überschreitung seiner Kompetenzen als Vogt. Engelbert III. wird letztmals ca. August 1220 in einer Chronik lebend erwähnt, nach einer Quelle zu Angelegenheiten der Stadt Treviso war er im Juli 1221 bereits verstorben.